# خنیوخ
خنیوخ (به لاتین: Khnyukh) یک منطقهٔ مسکونی در روسیه است که در داغستان واقع شده‌است.